# 赤松則良
赤松 則良（あかまつ のりよし、天保12年11月1日〈1841年12月13日〉 - 大正9年〈1920年〉9月23日）は、日本の武士（幕臣）、華族、海軍軍人、政治家。貴族院議員。栄典は海軍中将。位階勲等爵位は従二位勲一等男爵。通称は大三郎。「日本造船の父」と呼ばれる。

## 生涯

### 幕臣時代
中世の播磨の名族赤松氏の末裔と称する播州網干（現姫路市網干区）新在家の龍野藩御用商人であった廻漕業赤松良則を実父とする幕府十五番組御徒士（御家人）・吉沢雄之進の次男として江戸深川に生まれる。弘化4年（1847年）、祖父赤松良則の後を継ぎ父の実家である赤松姓となる。先祖の出自から父の経歴まで「赤松則良半生談」に本人が詳しく述べている。祖父赤松良則（泰輔）の墓は網干本柳寺に現存する。
（旗本である石野赤松家とは祖先を同じとする以外は全く関係ないが一部で混同されている場合がある。軍艦奉行の赤松範静は大叔父とするのは根拠のない誤りである）
オランダ語を学び、蕃書調所に勤める。安政4年（1857年）に長崎海軍伝習所に入所して航海術などを学ぶ。万延元年（1860年）日米修好通商条約批准書交換の使節団に随行し、咸臨丸で渡米する。文久元年（1861年）に幕府よりアメリカ留学生として選任される。しかし南北戦争勃発のためオランダ留学生に変更となり、内田正雄・榎本武揚・澤太郎左衛門らと共に文久2年（1862年）、長崎を出航してオランダへ向かう。文久3年（1863年）4月にオランダ・ロッテルダムに到着。開陽丸建造と同時進行で、運用術、砲術、造船学などを学ぶ。慶応2年（1866年）に完成した開陽丸に乗船して帰国する榎本武揚ら、同行のオランダ留学生達と別れてオランダへ残留、留学を継続する。慶応4年（1868年）大政奉還を知り、留学を中止し帰国の途に着く。同年5月17日、横浜港へ帰着した。
戊辰戦争が勃発すると、幕府海軍副総裁となった榎本と合流して江戸脱走を試みるが果たせず、徳川家臣らと共に静岡藩へ移る。静岡藩沼津兵学校陸軍一等教授方として徳川家のために尽くした。

### 大日本帝国海軍

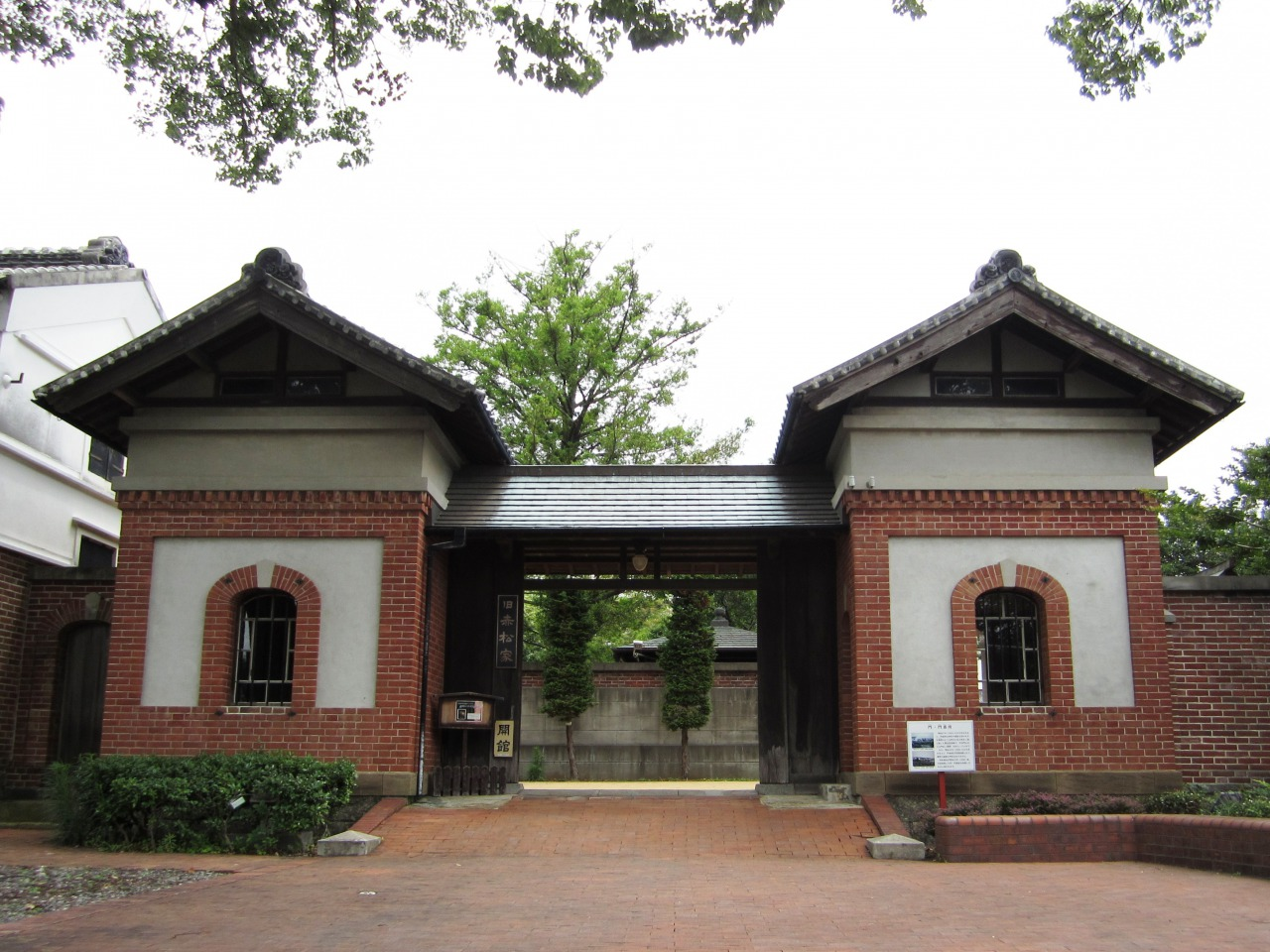
旧赤松家の門

その後は明治政府に出仕して海軍中将にまで累進。主船寮長官、横須賀造船所長、海軍造船会議議長、明治22年（1889年）に開庁した佐世保鎮守府の初代長官などの要職を歴任した。明治20年（1887年）5月24日に男爵を叙爵。
明治26年（1893年）に予備役となったのち、見付（現・静岡県磐田市）へ本籍を移し、終の住家として旧赤松家（静岡県・磐田市指定文化財）を建造する。旧赤松家は現在磐田市教育委員会の管理のもと、一般公開されている。1897年（明治30年）7月10日、貴族院議員に就任し、1917年（大正6年）9月13日に辞職した。明治38年（1905年）10月19日、後備役に編入。1909年11月1日に退役。1917年9月14日に隠居した。
日本海員掖済会初代会長（1881年 - 1891年委員長、1891年 - 1905年会長)を務め、明治25年（1892年）3月には、有栖川宮威仁親王を同会総裁に推戴した。
墓所は東京都文京区の吉祥寺。

## 栄典

### 位階
- 1886年（明治19年）10月28日 - 従四位[8]
- 1889年（明治22年）11月5日 - 従三位[9]

### 勲章等
- 1888年（明治21年）5月29日 - 勲一等旭日大綬章[10]
- 1889年（明治22年）11月25日 - 大日本帝国憲法発布記念章[11]
- 1915年（大正4年）11月10日 - 大礼記念章[12]

## 家族・親族
- 叔父: 宮崎泰道
- 妻: 貞（奥医師林洞海二女）
- 長男: 赤松範一（実業家､政治家）
- 次男: 赤松喬二（日本郵船株式會社船長）[13]
- 三男: 何盛三（男爵・何禮之養孫）
- 四男: 色部庸男（貴族院議員・色部義太夫養子）
- 五男: 小寅（内務官僚）
- 七男: 西酉乙（西紳六郎養子）
- 長女: 登志子（陸軍軍医・作家森鷗外妻、のちに法学士の宮下道三郎に嫁いだが、30歳で病死）
- 孫　
  - 赤松照彦（政治家・磐田市長）
  - 赤松幹男
  - 赤松正枝
  - 赤松季男
  - 赤松綾彦
  - 赤松公男
  - 森於菟（学者・東邦医科大学教授）
  - 色部義明（協和銀行会長）

子は6男10女とする資料もある。うち1男2女が幼児期に、1女が10代で没している。
このほかにも村上七郎・明石照男・中部幾次郎などと縁戚関係にある。

## エピソード
- 咸臨丸にて渡米した際、艦長・勝海舟より、航海中の功績あり、として、礼砲発射の号令を発する名誉を授かっている。
- 沼津兵学校勤務の際、明治新政府からの出仕を命ぜられても則良は渋っていた。出仕を決意した背景には勝海舟の助言があったと言われる。
- 妻・貞はオランダ留学に同行した林研海の妹であり、同じくその姉を娶った榎本武揚とも義兄弟となった。また、長女・登志子が森鷗外に嫁する際、媒酌人をつとめたのは、同じくオランダ留学生であった西周である。
- オランダ留学中、榎本武揚とともに第二次シュレースヴィヒ＝ホルシュタイン戦争を観戦しており、その際前線の塹壕まで進み、戦闘を直に体験している。また、その帰路にドイツのクルップ社へ立ち寄り、招待された晩餐の席で、同社社長のアルフレート・クルップと会話している。

## 赤松則良を演じた俳優
- 中村方隆 - 『勝海舟』（1974年、NHK大河ドラマ）
- 川鶴晃裕 - 『勝海舟』（1990年、日本テレビ「年末時代劇スペシャル」）
- 上村海成 - 『青天を衝け』（2021年、NHK大河ドラマ）